# Marijonas Petravičius

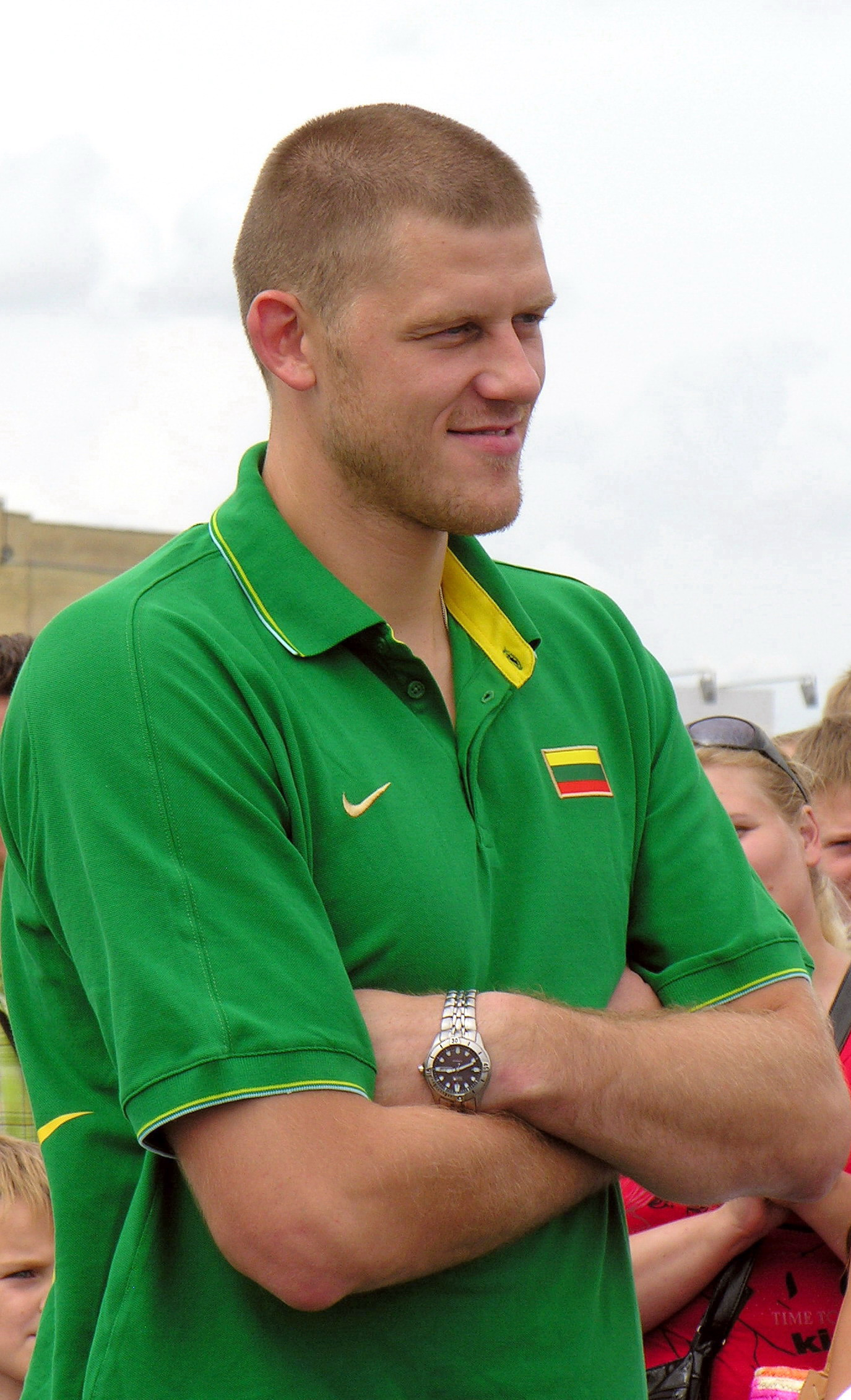
Imagem do basquetebolista lituano Marijonas Petravičius.

Marijonas Petravičius (Šilalė, 24 de outubro de 1979) é um basquetebolista profissional lituano, atualmente joga no Armani Jeans Milano.

## Carreira
Petravičius Šiškauskas integrou o elenco da Seleção Lituana de Basquetebol nas Olimpíadas de 2008.